# حكومة علي العريض
حكومة علي العريض هي حكومة تونسية عينت في 8 مارس 2013 و بدأت العمل رسميا في 13 مارس 2013 بعد موافقة المجلس الوطني التأسيسي عليها بأغلبية 139 نائب موافق عليها و 45 نائب معارض لها و 13 نائب محتفظ عليها بعدد 197 مصوت من جملة 217.
بعد اغتيال شكري بلعيد، أعلن رئيس الحكومة حمادي الجبالي يوم 19 فبراير 2013 استقالته بعد فشل مبادرته في تشكيل حكومة تكنوقراط في ظل الأحداث المهيمنة على الساحة التونسية بعد حادثة الاغتيال، ولذلك رشحت حركة النهضة الحزب ذو الأغلبية في المجلس الوطني التأسيسي وزير الداخلية في حكومة حمادي الجبالي السيد علي العريض لتشكيل حكومة، ولذلك قام السيد علي العريض بمشاورات مع بعض الأحزاب لتشكيل حكومة ولكن الجميع إنسحب وبقي إلا أحزاب الترويكا و هم حركة النهضة والمؤتمر من أجل الجمهورية والتكتل الديمقراطي من أجل العمل و الحريات، ثم قدم العريض تشكيلة الحكومة إلى رئيس الجمهورية التونسية المنصف المرزوقي و تم الإتفاق على جلسة عامة يوم 13 مارس 2013 في المجلس التأسيسي لمنح الثقة للحكومة.
- إحصائيات التصويت التفصيلية (المصوتين والأحزاب...) لإعطاء الثقة للحكومة على موقع ""مرصد المجلس الوطني التأسيسي"".

## تشكيلة الحكومة

### الوزراء
| الصورة | الحقيبة الوزارية                                                  | الاسم               |  | الحزب                                   |
| ------ | ----------------------------------------------------------------- | ------------------- |  | --------------------------------------- |
|        | رئيس الحكومة                                                      | علي العريض          |  | حركة النهضة                             |
|        | وزير العدل                                                        | نذير بن عمو         |  | مستقل                                   |
|        | وزير الدفاع الوطني                                                | رشيد الصباغ         |  | مستقل                                   |
|        | وزير الداخلية                                                     | لطفي بن جدو         |  | مستقل                                   |
|        | وزير الشؤون الخارجية                                              | عثمان الجرندي       |  | مستقل                                   |
|        | وزير المالية                                                      | إلياس الفخفاخ       |  | التكتل الديمقراطي من أجل العمل والحريات |
|        | وزير الصناعة                                                      | مهدي جمعة           |  | مستقل                                   |
|        | وزير التجارة                                                      | عبد الوهاب معطر     |  | المؤتمر من أجل الجمهورية                |
|        | وزير الشؤون الاجتماعية                                            | خليل الزاوية        |  | التكتل الديمقراطي من أجل العمل والحريات |
|        | وزير التنمية والتعاون الدولي                                      | لمين دغري           |  | مستقل                                   |
|        | وزير الصحة                                                        | عبد اللطيف المكي    |  | حركة النهضة                             |
|        | وزير التعليم العالي                                               | منصف بن سالم        |  | حركة النهضة                             |
|        | وزير الثقافة                                                      | مهدي مبروك          |  | مستقل                                   |
|        | وزير الفلاحة                                                      | محمد بن سالم        |  | حركة النهضة                             |
|        | وزير حقوق الإنسان والعدالة الانتقالية والناطق الرسمي باسم الحكومة | سمير ديلو           |  | حركة النهضة                             |
|        | وزير الشؤون الدينية                                               | نور الدين الخادمي   |  | حركة النهضة                             |
|        | وزير التجهيز                                                      | محمد سلمان          |  | حركة النهضة                             |
|        | وزير أملاك الدولة والشؤون العقارية                                | سليم بن حميدان      |  | المؤتمر من أجل الجمهورية                |
|        | وزير النقل                                                        | عبد الكريم الهاروني |  | حركة النهضة                             |
|        | وزير التربية                                                      | سالم الأبيض         |  | مستقل                                   |
|        | وزير التشغيل والتكوين المهني                                      | نوفل جمالي          |  | مستقل                                   |
|        | وزير تكنولوجيا المعلومات والاتصال                                 | منجي مرزوق          |  | حركة النهضة                             |
|        | وزير الشباب والرياضة                                              | طارق ذياب           |  | مستقل                                   |
|        | وزير السياحة                                                      | جمال قمرة           |  | مستقل                                   |
|        | وزيرة شؤون المرأة والأسرة                                         | سهام بادي           |  | المؤتمر من أجل الجمهورية                |

### وزراء معتمدون
| الصورة | الحقيبة                                                  | وزير لدى       | الاسم             |  | الحزب                                   |
| ------ | -------------------------------------------------------- | -------------- | ----------------- |  | --------------------------------------- |
|        | وزير معتمد لدى رئيس الحكومة                              | الوزارة الأولى | نور الدين البحيري |  | حركة النهضة                             |
|        | وزير معتمد لدى رئيس الحكومة مكلف بالحوكمة ومكافحة الفساد | الوزارة الأولى | عبد الرحمن الأدغم |  | التكتل الديمقراطي من أجل العمل والحريات |
|        | وزير معتمد لدى رئيس الحكومة مكلف بالشؤون الاقتصادية      | الوزارة الأولى | رضا السعيدي       |  | حركة النهضة                             |

### كتاب الدولة
| الصورة | الحقيبة                                          | كاتب دولة لدى                 | الاسم            |  | الحزب السياسي                           |
| ------ | ------------------------------------------------ | ----------------------------- | ---------------- |  | --------------------------------------- |
|        | كاتب دولة مكلف بالشؤون الجهوية والجماعات المحلية | وزارة الداخلية                | سعيد المشيشي     |  | التكتل الديمقراطي من أجل العمل والحريات |
|        | كاتب دولة مكلف بالشؤون الأفريقية والعربية        | وزارة الشؤون الخارجية         | ليلى بحرية       |  | مستقلة                                  |
|        | كاتب دولة مكلف بالهجرة                           | وزارة الشؤون الإجتماعية       | حسين الجزيري     |  | حركة النهضة                             |
|        | كاتب دولة لدى وزير المالية                       | وزارة المالية                 | الشاذلي العابد   |  | مستقل                                   |
|        | كاتب دولة لدى وزير الصناعة مكلف بالطاقة والمناجم | وزارة الصناعة                 | نضال الورفلي     |  | مستقل                                   |
|        | كاتب دولة لدى وزير الفلاحة                       | وزارة الفلاحة                 | الحبيب الجملي    |  | مستقل                                   |
|        | كاتب دولة لدى وزير التنمية والتعاون الدولي       | وزارة التنمية والتعاون الدولي | نور الدين الكعبي |  | مستقل                                   |
|        | كاتب دولة لدى وزير الشباب والرياضة               | وزارة الشباب والرياضة         | فتحي التوزري     |  | مستقل                                   |
|        | كاتب دولة لدى وزير التجهيز مكلف بالبيئة          | وزارة التجهيز والبيئة         | الصادق العمري    |  | مستقل                                   |
|        | كاتب دولة لدى وزير التجهيز والبيئة مكلف بالإسكان | وزارة التجهيز                 | شهيدة بن فرج     |  | مستقلة                                  |

## التمثيل النسائي في الحكومة
تحتوي الحكومة 3 نساء من جملة 38 فرد وهم:
- سهام بادي وزيرة المرأة.
- شهيدة بن فرج كاتبة دولة معتمدة لدى وزير التجهيز والبيئة مكلفة بالإسكان.
- ليلى بحرية كاتبة دولة معتمدة لدى وزير الخارجية مكلفة بالشؤون الإفريقية والعربية.